# 내나라 (웹사이트)
내나라는 조선민주주의인민공화국의 포털 사이트로, 외국문출판사에서 서버를 관리한다. 문화어와 영어, 일본어, 중국어, 프랑스어, 스페인어, 독일어, 러시아어, 아랍어 9개 언어 서비스를 운영하고 있으며 조선민주주의인민공화국의 정치, 관광, 무역, 음악, 예술, 정보통신, 역사, 문화, 출판 등 관련 자료 및 조선민주주의인민공화국의 체제 및 대남 선전용 기사를 제공한다.

## 같이 보기
- 조선민주주의인민공화국의 검열
- 천리마 (웹사이트)
- 조선민주주의인민공화국의 인터넷
- 대한민국에서 차단된 웹사이트 목록
- 붉은별 (운영 체제)
- 우리민족끼리